# Anhalter Straße 18

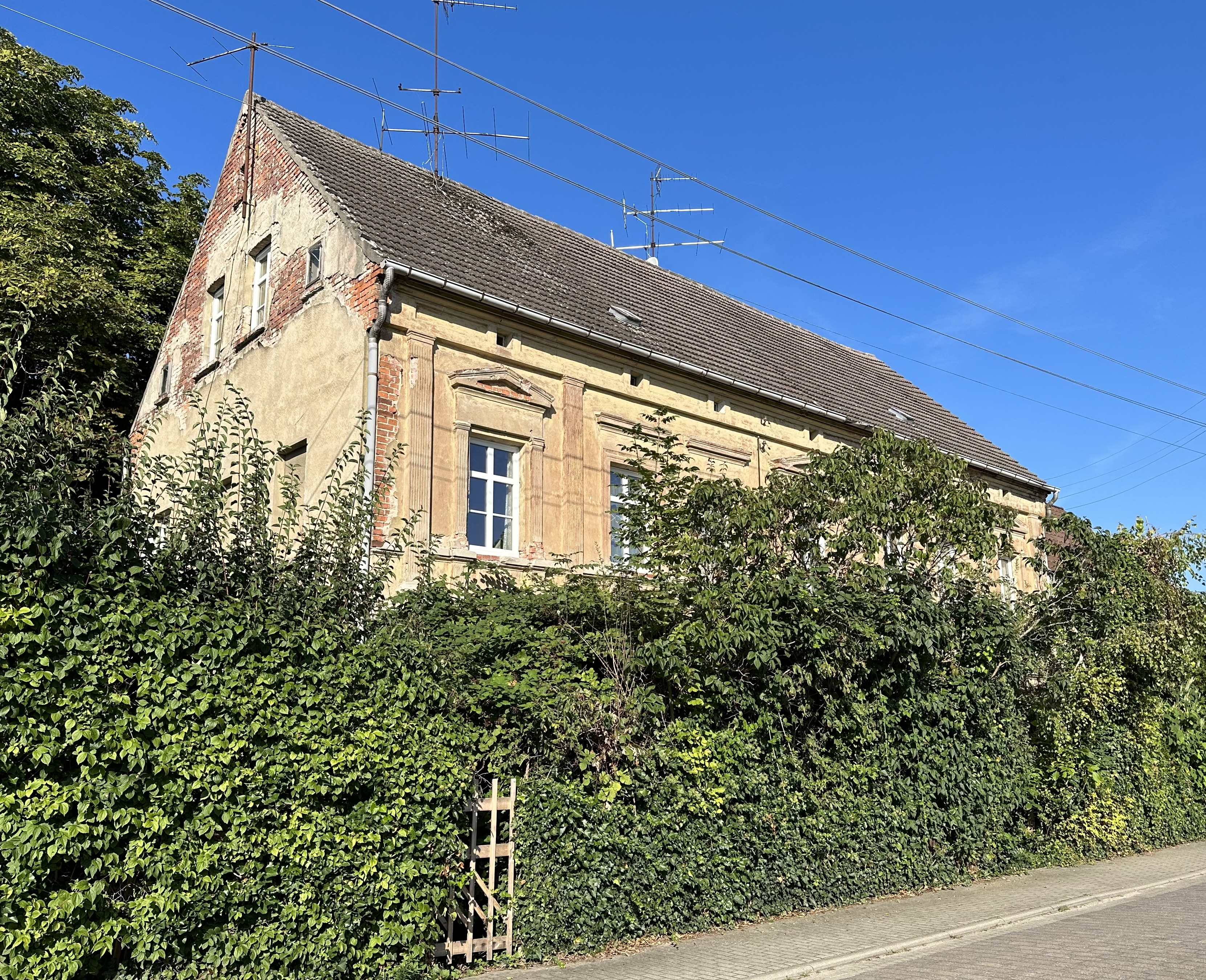
Wohnhaus Anhalter Straße 18 im Jahr 2023

Das Haus Anhalter Straße 18 ist ein denkmalgeschütztes Wohnhaus in der Stadt Kemberg in Sachsen-Anhalt.

## Lage
Das Gebäude befindet sich im nördlichen Teil von Kemberg auf der Westseite der Anhalter Straße.

## Architektur und Geschichte
Das zweigeschossige verputzte Backsteingebäude wurde im Jahr 1878 errichtet. Die siebenachsige Fassade ist im Stil des Spätklassizismus gestaltet und gilt als gut proportioniert. Bedeckt ist der Bau mit einem Satteldach.
Im Denkmalverzeichnis des Landes Sachsen-Anhalt ist das Wohnhaus unter der Erfassungsnummer 094 35580 als Baudenkmal verzeichnet. Es wird als Beispiel für den städtischen Anspruch gründerzeitlicher Architektur betrachtet.